# 18467 Nagatatsu
18467 Nagatatsu este un asteroid din centura principală de asteroizi.

## Descriere
18467 Nagatatsu este un asteroid din centura principală de asteroizi. A fost descoperit pe 22 septembrie 1995 la Kitami de Kin Endate și Kazuro Watanabe. Asteroidul prezintă o orbită caracterizată de o semiaxă mare de 2,81 ua, o excentricitate de 0,18 și o înclinație de 3,3° în raport cu ecliptica.